# Kosodka
Kosodka, Kosódka, przez miejscową ludność nazywana także Kosówką lub Kamionką. Poza Biebrzańskim Parkiem Narodowym ma nazwę Gauda lub Gołda. Jest jedynym lewobocznym dopływem Biebrzy w jej południowym basenie (nie licząc rowów).
Kosodka wypływa na wysokości 110,6 m w Osowcu-Twierdzy, uchodzi do Biebrzy we wsi Budy na wysokości 102,6 m. Powierzchnia jej zlewni wynosi 131 km², długość 23 km, spadek zaledwie 0,34 m/km. Niemal na całej długości płynie prostym, uregulowanym korytem. Kosodka odprowadza wody ze zmeliorowanych łąk i turzycowisk wsi Downary – Łazy, Uścianek – Kramkówka Duża, Kramkówka Mała i Chojnowo – Dobarz. Po południowej stronie rzeki rozciągają się Bagna Podlaskie. Do lat 60. XX wieku niemal wszystkie łąki po obydwu stronach Kosodki były wykaszane lub wypasane, obecnie wykasza się tylko bardzo małą ich część.
Kosódka przepływa przez Biebrzański Park Narodowy. Od parkingu przy Olszowej Drodze (południowa część Carskiej Drogi) prowadzi Do Kosódki prowadzi ścieżka przyrodnicza „Barwik”. W tym miejscu nie uregulowano jej koryta i rzeka tworzy szerokie rozlewisko. Poziom wody w nim jest zmienny; największy jest wiosną, latem obniża się, a nawet całkowicie zanika. W rozlewisku tym rośnie wiele roślin wodnych i błotnych.